# Komparation in der spanischen Sprache
Komparation,   comparación auch Gradation, gradación  in der deutschen Sprache auch als Steigerung benannt ist in der Sprachwissenschaft bzw. spanischen Grammatik die Abbildung von „Vergleichstrukturen“ in den Wortarten der Adjektive, adjetivos  und (einigen) Adverbien, adverbios.
Steigerungsformen werden vor allem dann angewandt, wenn man etwas miteinander vergleicht.
Substantive zeichnen sich durch ihre Dinghaftigkeit und in kognitiver Hinsicht durch ihre Zeitstabilität aus. Verben hingegen versprachlichen zeitlich mehr oder weniger flüchtige Handlungen und Vorgänge, also Prozesse. Adjektive verleihen den Eigenschaften in der Sprache ihren Ausdruck. Eigenschaften sind relativ statisch und befinden sich auf der Zeitstabilitätsskala zwischen den zeitstabilen Dingen und den flüchtigen Prozessen. Eigenschaften können sowohl Dingen wie Prozessen zugeschrieben werden, allerdings mit drei unterschiedlichen syntaktischen Konsequenzen.
Der Komparativ kennzeichnet in seiner Versprachlichung den Unterschied, etwa „mehr“, „höher“, „weiter“, „kleiner“, „näher“ zwischen zwei oder mehr wahrgenommenen Objekten. Solche Unterschiede können in drei Ausdrucksweise gefasst werden:
- qualitative Aussage:  Está lloviendo hoy. Es ist regnend heute.
- komparative Aussage: Está lloviendo hoy más que ayer. Es regnet heute mehr als gestern.
- quantitative Aussage: Está lloviendo hoy 400 milímetros / hora. Es regnet heute 400 mm/h.

Quantitative Aussagen erfordern die Konstruktion eines Systems von irgendeiner Form von Maßeinheiten für einen bestimmten zu betrachtenden bzw. versprachlichenden Bereich. Dabei sind es die Messskalen oder sogenannten „Metriken“, die an die wahrgenommenen Objekte angelegt werden. Wissenschaftssprache, lenguaje científico o lenguaje de la ciencia  äußert sich häufig „komparativ“. Im Übergang von einer qualitativen zu einer komparativen und weiterhin zu einer quantitativen Aussage nimmt dann der Grad der Abstraktheit immer weiter zu. Denn je komplexer der Gegenstandsbereich, also die wahrgenommenen Objekte in einer Wissenschaft sind, desto schwieriger ist es, den Gegenstandsbereich exakt quantitativ zu fassen.

## Vergleichs- und Steigerungsformen im Spanischen
Die Steigerung erfolgt im Spanischen nicht nur durch Morpheme, sondern wird auch durch syntaktische Strukturen abgebildet. So kann etwa das absolute Superlativ, superlativo absoluto sowohl durch die Morpheme „-ísimo / -érrimo“ und weiteren Präfixen bekundet, wie auch durch die Anwendung von Adverbien gebildet werden. – Beispiel:
```
alt
ísimo
, 
paup
érrimo
 Suffixe

super
elástico
, 
hiper
mercado
 Präfixe

muy feo
 Syntaktisch
```

Als Steigerungsformen für das Adjektiv bzw. Adverb, comparación del adjetivo o adverbio neben den Grundformen dem sogenannten Positiv, positivo  gibt es drei Ausdrucksformen der Komparation im Spanischen:
- den Komparativ, comparativo,[7]
- den Superlativ, superlativo[8] und
- den Elativ, elativo.[9]

Komparativ, Superlativ und Elativ werden im Spanischen dazu genutzt um Gleichheit und Ungleichheit zu beschreiben. Während der Komparativ die Dinge aus dem Blickwinkel ihrer qualitativen bzw. quantitativen  „Über-, Unterlegenheit“, comparativo de superioridad o sea inferioridad oder „Gleichheit“, comparativo de igualdad betrachtet, beschreibt der Superlativ die „Über-, Unterlegenheit“ in Bezug auf ein oder mehrere andere Objekte.
- comparativo de superioridad: más ... que. – Beispiel:

```
Juana es 
más
 hábil 
que
 Amanda.
```

- comparativo de inferioridad: menos ... que. – Beispiel:

```
Juana es 
menos
 hábil 
que
 Amanda.
```

- comparativo de igualdad: tan ... como, igual de plus adjetivo plus que. – Beispiel:

```
Juana es 
igual
 de hábil 
que
 Amanda.

Juana es 
tan
 hábil 
como
 Amanda.

Compraremos 
tantas
 botellas de aire comprimido 
como
 necesitemos.
```

### Beim spanischen Adjektiv
Das spanische Adjektiv, adjetivo gehört zu den Wortformen die flektierbar sind. In seiner grammatischen Kategorie, es wird durch die Kategorien Genus und Numerus bestimmt, bezieht es sich funktional auf ein Substantiv und kongruiert mit diesem. Syntaktisch können die Adjektive an verschiedenen Positionen in einem Satzes eingesetzt werden:
- prädikativ, adjetivos predicativos;
- adverbial, adjetivos adverbiales;
- attributiv, adjetivos atributivos.

Daraus leitet sich ab, dass die Steigerungen des Adjektivs je nach dem attributiv, prädikativ und adverbial gebraucht werden.
Die regelmäßigen Steigerungsstufen der Adjektive lassen sich wie folgt bilden:
| positivo    | comparativo de igualdad | comparativo de superioridad e inferioridad | superlativo           | elativo      |
| ----------- | ----------------------- | ------------------------------------------ | --------------------- | ------------ |
| cuidado, -a | tan / tanta cuidado, -a | más cuidada, -a                            | el / la cuidado, -a   | cuidadisimo  |
| difícil     | tan / tanta difícil     | menos difícil                              | el / la menor difícil | dificilísimo |

Bei der Komparation, der Steigerung im engeren Sinne, werden aber einige der Adjektive abweichend gebildet, sie haben eine besondere Komparativform. Es liegt eine Suppletion vor. – Beispiele:
| positivo    | comparativo de igualdad | comparativo de superioridad e inferioridad | superlativo                            | elativo     |
| ----------- | ----------------------- | ------------------------------------------ | -------------------------------------- | ----------- |
| mucho, -a   | tanto, -a               | más                                        | -                                      | -           |
| poco, -a    | tan / tanta poco, -a    | menos                                      | -                                      | -           |
| bueno, -a   | tan / tanta bueno, -a   | mejor                                      | el / la mejor                          | óptimo, -a  |
| malo, -a    | tan / tanta malo, -a    | peor                                       | el / la peor                           | pésimo, -a  |
| grande      | tan / tanta grande      | mayor / más grande                         | el / la mayor; el / la más grande      | máximo, -a  |
| pequeño, -a | tan / tanta pequeño, -a | menor / más pequeño, -a                    | el / la menor; el / la más pequeño, -a | mínimo, -a  |
| alto, -a    | tan / tanta alto, -a    | superior a                                 | el / la superior                       | supremo, -a |
| bajo, -a    | tan / tanta bajo, -a    | inferior a                                 | el / la inferior                       | ínfimo, -a  |

#### Gleichheitcomparativo de igualdad
Die „Gleichheit“, comparativo de igualdad findet ihren Ausdruck in Formulierungen wie:
- tan / tanta plus adjetivo plus como ebenso plus Adjektiv plus wie
- tanto / tanta como ebenso viel wie
- tanto,-a(s) plus sustantivo plus como soviele Substantiv wie

Wird in der Betrachtung der „Gleichheit“ auf die genaue, exakte Egalität wert gelegt:
- igual de plus adjetivo plus que genauso wie plus Adjektiv plus wie – Beispiele:

```
No tengo 
tanta
 paciencia 
como
 mi tia.
 
Nicht ich habe soviel Geduld wie meine Tante.
```

#### Comparativo de superioridad e inferioridad
Eine „Über- bzw. Unterlegenheit“, comparativo de superioridad e inferioridad
- más plus adjetivo plus que mehr ... als
- más de plus número über plus Zahl
- menos plus adjetivo plus que weniger ... als
- menos de plus número nicht ganz plus Zahl
- no más de plus número höchstens plus Zahl
- no más que plus número  nur plus Zahl  bzw. genau plus Zahl

#### Superlativo
- bueno,-a – el / la mejor gut – am besten
- malo, -a – el / la peor schlecht – am schlechtesten
- grande,-a – el / la mayor groß – am größten
- pequeño, -a – el / la menor klein – am kleinsten
- mucho, -a – el / la más viel – am meisten
- poco, -a – el / la menos wenig – am wenigsten

### Beim spanischen Adverb
Das spanische Adverb, adverbio ist fast gänzlich flexionslos, es fehlen die nominalen Hauptkategorien von Genus und Numerus. Eine Ausnahme bilden die abgeleiteten Adverbien, sind sie doch graduierbar.
Einen einfachen Superlativ gibt es nicht, hierfür steht dann ein Relativsatz. Möglich sind folgende Steigerungsstufen für Adverbien:
- positiv mit tan ... como oder igual de ... que genauso ... wie
- komparativ mit más que mehr als oder menos que weniger als
- absoluter Superlativ mit dem Suffix -ísimo bzw. bei vorhandener Endung -mente durch das Suffix -ísimamente.

| positivo       | comparativo de igualdad    | comparativo de superioridad e inferioridad | superlativo               | elativo |
| -------------- | -------------------------- | ------------------------------------------ | ------------------------- | ------- |
| lentamente     | tan / tanta lentamente     | más lentamente                             | el / la lentamente        | -       |
| cuidadosamente | tan / tanta cuidadosamente | más cuidadosamente                         | el / la cuidadosamente    | -       |
| alegremente    | tan / tanta alegremente    | menos alegremente                          | el / la menor alegremente | -       |

| positivo    | comparativo de igualdad | comparativo de superioridad e inferioridad | superlativo                | elativo           |
| ----------- | ----------------------- | ------------------------------------------ | -------------------------- | ----------------- |
| muy         | tan                     | más                                        | lo más posible             | muchísimo         |
| mucho       | tanto                   | más                                        | lo más posible             | muchísimo         |
| poco        | tan poco                | menos                                      | lo menos posible           | mínimamente       |
| bien        | tan bien                | mejor                                      | lo mejor posible           | óptimamente       |
| mal         | tan mal                 | peor                                       | lo peor posible            | pésimamente       |
| rápidamente | tan rápidamente         | más rápidamente                            | lo más rápidamente posible | rapidísimamente   |
| a tiempo    | tan a tiempo            | más a tiempo                               | lo más a tiempo posible    | puntualísimamente |
| tarde       | tan tarde               | más tarde                                  | lo más tarde posible       | tardísimo         |

## Steigerungspartikel
Die Komparation, comparación erfährt im Spanischen ihre sprachliche Wiedergabe durch das Voranstellen sogenannter Steigerungspartikeln, partícula de comparación ausgedrückt, etwa fuerte, más fuerte, el más fuerte.
Mit der Betrachtung der Sachverhalte über die partícula de comparación erschließt sich zunächst in der Unterscheidung zwischen „ungleichen vs. gleichen Dingen“, sodann sind die verwendeten Wortarten bzw. ihre Syntax von Bedeutung, so dass man folgende Formen „ungleicher Dinge“ unterscheidet:
- Vergleich von „ungleichen Dingen“ mittels Adjektive, Adverbien oder Substantive (Komparativ höheren bzw. niedrigeren Grades);
  - Satzstruktur: más / menos  plus adjetivo / adverbio / sustantivo plus que. – Beispiel:

```
Fantastistán es el cuarto país más ignorante del mundo.
 
Fantastistan ist das viert ungebildetste Land der Welt.
```

- Vergleich „ungleicher Dingen“ vermittels von Verben;
  - Satzstruktur: verbo plus más / menos plus que. – Beispiel:

```
Mis hermanos mayores durmieron más que yo.
 
Meine älteren Brüder schliefen mehr als ich.
```

Ähnliches ergibt sich auch bei der Betrachtung von „gleichen Dingen“ (Komparativ gleichen Grades):
- Gleiche Dinge mittels Adjektive oder Adverbien;
  - Satzstruktur: tan plus adjetivo / adverbio plus como. – Beispiel:

```
La película es tan poco interesante como el libro.
 
Der Kinofilm ist genauso wenig interessant wie das Buch.
```

- Gleiche Dinge mittels Substantive;
  - Satzstruktur: tanto,-a(s) plus sustantivo plus como. – Beispiel:

```
Hice tantos pranayamas como mi maestra de yoga.
 Ich machte genauso viele 
Pranayamas
 wie meine Yogameisterin.
```

- Gleiche Dinge vermittels von Verben;
  - Satzstruktur: verbo plus tanto como. – Beispiel:

```
Juana come tanto como tú.
 
Juana sie isst genauso viel wie du.
```

Die wichtigsten vergleichenden Konnektoren sind die Konjunktionen, conjunciones comparativas die im  Spanischen zu den Komparativsätzen führen.
Beim Superlativ, superlativo stehen folgende Bildungen zur Verfügung:
Das letzte Satzglied wird durch ein Substantiv geformt (Relativer Superlativ bei Adjektiven);
- Satzstruktur: articulo plus sustantivo plus más / menos plus adjetivo plus de plus sustantivo. – Beispiel:

```
Paula es la pintora más famosa de los países europeos.
 
Paula ist die Malerin berühmteste der europäischen Länder.
```

Das letzte Satzglied wird durch ein Verb oder Teilsatz gebildet;
- Satzstruktur: articulo plus sustantivo plus más / menos plus adjetivo plus de plus verbo o parte de la oración. – Beispiel:

```
Es el concierto menos interesante que Juana ha escuchado.
 
Das ist das wenig interessanteste Konzert, das Juana jemals hat zugehört.
```